# Coln Rogers
Coln Rogers – wieś w Anglii, w hrabstwie Gloucestershire, w dystrykcie Cotswold. Leży 27 km na wschód od miasta Gloucester i 125 km na zachód od Londynu.